# Cara Dušana (Bělehrad)
Cara Dušana (v srbské cyrilici Цара Душана) je ulice v srbské metropoli Bělehradu. Je hlavní dopravní osou lokality Dorćol a vede od chrámu Alexandra Něvského v ose řeky Dunaje k bělehradské zoologické zahradě a pevnosti Kalemegdan.

## Historie
Ulice vznikla z původní silnice, která vedla od brány Vidin kapija na východním okraji pevnosti Kalemegdan souběžně s Dunajem směrem na východ. Představovala přirozenou severní hranici původně turecké části města, která stála na dunajském svahu Bělehradu. Původně byla nazývána jen jako Vidinská silnice (srbsky Видински друм).
V roce 1839 se na ulici nacházelo první gymnázium v zemi.
Pod současným názvem se ulice objevuje již na historické mapě Bělehradu z roku 1903, včetně tramvajové trati, která vede ulicí i na začátku 21. století.
Severně od této ulice, v prostoru mezi ní a Dunajem, žili kdysi bělehradští Židé.

## Významné budovy
- Dům společnosti Svatého Sávy
- Dům Svatého Sávy od architekta Jovana Ilkiće.[2]
- Cara Dušana 10
- Parní lázně bratrů Krsmanovićů
- Budova základní školy od architekta Milana Kapetanoviće.[3]